# Tyrannosaurus mcraeensis
Tyrannosaurus mcraeensis es una especie extinta del género fósil Tyrannosaurus (del griego latinizado tyrannus 'tyranno' y saurus 'lagarto')  de dinosaurio terópodo tyrannosáurido, que vivió a finales del período Cretácico Superior, hace aproximadamente entre 72 y 70 millones de años, entre el Campaniano y el Maastrichtiano, en lo que es hoy es Canadá y EE.UU. Descrita en 2024 por Dalman y sus colegas a partir de los restos de un ejemplar descubierto en 1983 en la Formación Lago Hall del límite Campaniano-Maastrichtiano de Nuevo México, Estados Unidos.

## Descripción

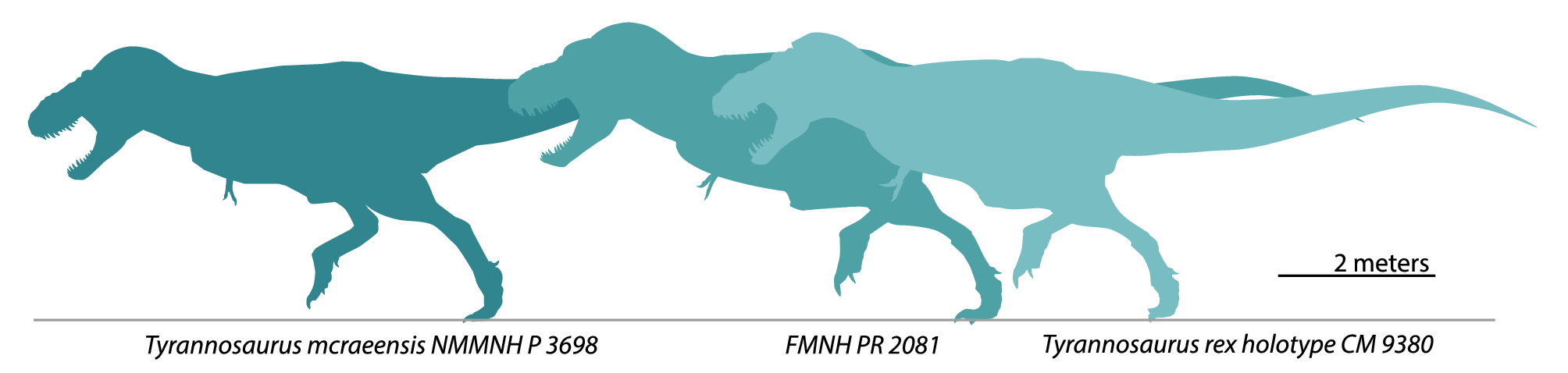
Tamaño de T mcraeensis comparado con T. rex.

Al igual que Tyrannosaurus rex, Tyrannosaurus mcraeensis fue un enorme depredador que dominó su ecosistema, los autores estimaron al material holotipo en 12 metros de largo lo que lo pone en el mismo rango de tamaño que la especie tipo. T. mcraeensis se basa en un cráneo parcial. Se diferencia de T. rex en la forma de sus huesos postorbitario, escamoso, dentario, prearticular, angular y articular. Si bien son caracteres relativamente sutiles relacionados con la forma y articulación de los huesos del cráneo, debido a que se conoce a T. rex de varios individuos, es posible demostrar que caen por fuera del rango de variación individual observado en este último.

## Descubrimiento e investigación

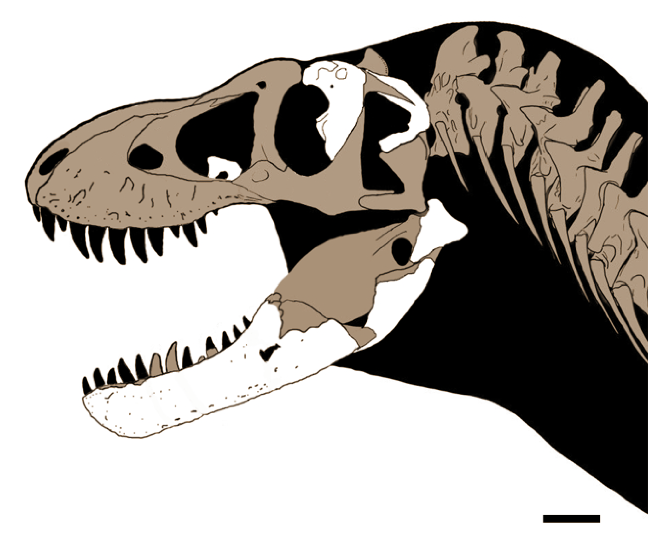
Cráneo reconstruido de T. mcraeensis

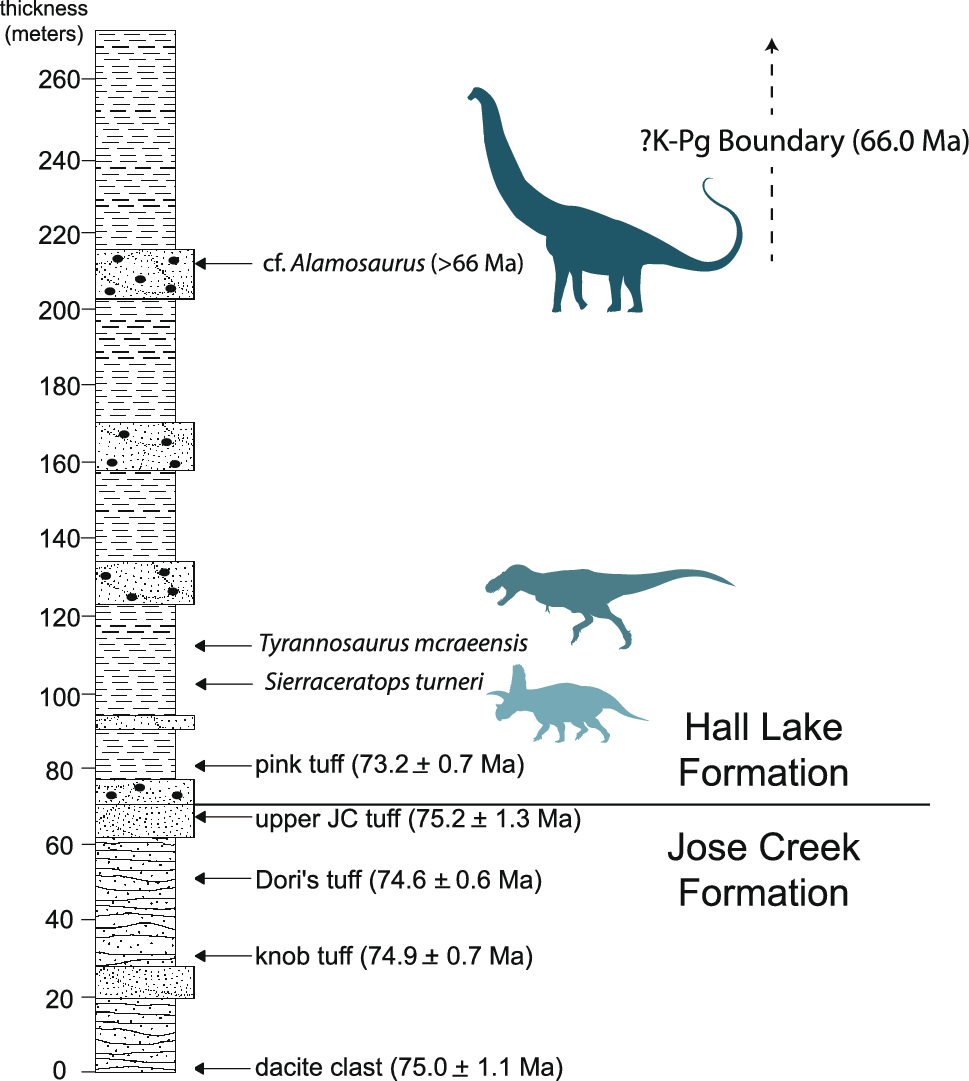
Estratigrafía y fechas radiométricas de la Formación Hall Lake basal y la parte superior de la Formación Jose Creek subyacente.

En 2024, Dalman y sus colegas describieron los restos de un Tyranosaurus descubierto en 1983 en la Formación Lago Hall del límite Campaniense-Maastrichtiense en Nuevo México, Estados Unidos. Reubicado en el Museo de Historia Natural y Ciencia de Nuevo México, el material fósil, catalogado bajo en número NMMNH P-3698 y que consiste en el postorbitario derecho, el escamoso derecho, el palatino izquierdo y un maxilar incompleto del cráneo, el dentario izquierdo, el esplenial derecho y el prearticular derecho, angular derecho y articular derecho de la mandíbula inferior, dientes aislados y galones. Algunos de los huesos fueron mencionados brevemente en 1984 como pertenecientes a T. rex, y descritos en 1986.
Lehman y Carpenter en 1990 sugirieron que NMMNH P-3698 pertenecía a un nuevo género de tiranosáuridos, mientras que Carr y Williamson en 2000 no estuvieron de acuerdo con su afirmación. Sullivan y Lucas en 2015 argumentaron que hay poca evidencia que respalde a NMMNH P-3698 como un espécimen de Tyrannosaurus rex, por lo que lo clasificaron tentativamente como cf. Tyrannosaurus sp. y también consideraron que el por entonces llamado tiranosaurio de McRae vivió antes del Lanciense, hace unos 67 millones de años, con base en su coexistencia con Alamosaurus.
Dalman y colegas en 2024 propusieron el nuevo nombre Tyrannosaurus mcraeensis para el holotipo, NMMNH P-3698, haciendo referencia al Grupo McRae, las capas de rocas a las que pertenece la Formación Lago Hall. Se estimó que estas capas de roca databan de entre 72,7 y 70,9 millones de alos, lo que se correlaciona con el Campaniense tardío o el Maastrichtiense temprano. Esto es aproximadamente entre 5 y 7 millones de años antes de T. rex, que existió a finales del último período. Los dos se distinguen por los caracteres del cráneo. Entre estos, el dentario de T. mcraeensis es proporcionalmente más largo y posee un mentón menos prominente y la mandíbula inferior menos profunda que la del T. rex, lo que sugiere una mordida más débil. Los dientes también son más romos y más comprimidos lateralmente, mientras que las crestas postorbitarias son menos prominentes. Asimismo, la anatomía esquelética muestra características compartidas con Tarbosaurus y Zhuchengtyrannus.

## Clasificación
En su descripción de 2024 de Tyrannosaurus mcraeensis, Dalman et al. recuperaron resultados similares a análisis anteriores, con Tyrannosaurus como taxón hermano del clado formado por Tarbosaurus y Zhuchengtyrannus, llamado Tyrannosaurini. También encontraron apoyo para un clado monofilético que contiene a Daspletosaurus y Thanatotheristes, típicamente denominado Daspletosaurini.

### Filogenia

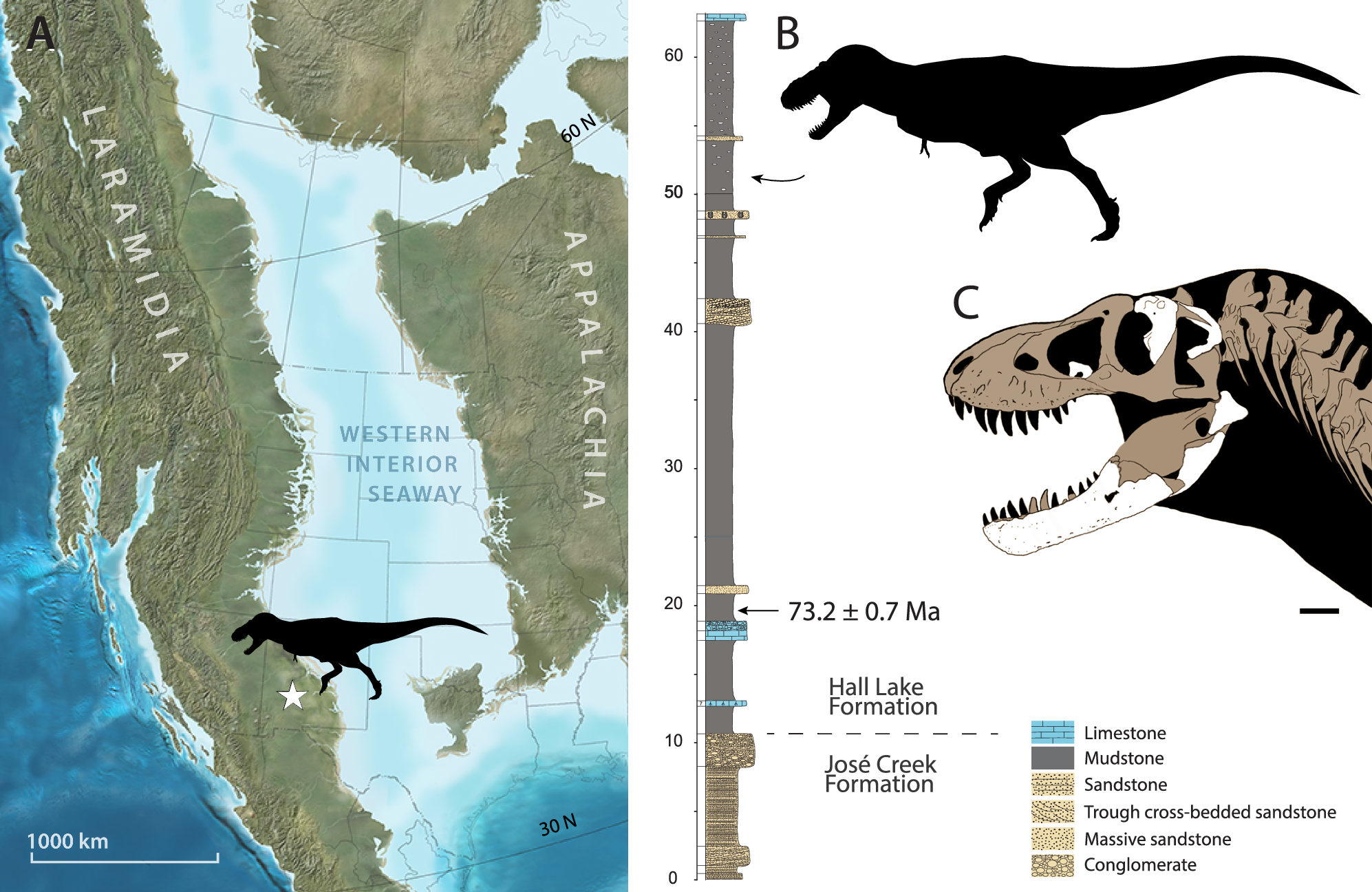
Localidad y estratigrafía de T. mcraeensis, NMMNH P-3698. (A), localidad tipo en el condado de Sierra, Nuevo México; (B), estratigrafía del fósil y la Formación Hall Lake (C), elementos del cráneo recuperados.

Cladograma según el análisis de Dalman et al. de 2024.

|  | Albertosaurus sarcophagus |
|  |                           |
|  | Gorgosaurus libratus      |
|  |                           |

|  | Daspletosaurus horneri |
|  |                        |
|  | Thanatotheristes       |
|  |                        |

|  | Daspletosaurus torosus |
|  |                        |
|  | Daspletosaurus wilsoni |
|  |                        |

|  | Daspletosaurus horneri |
|  |                        |
|  | Thanatotheristes       |
|  |                        |

|  | Daspletosaurus torosus |
|  |                        |
|  | Daspletosaurus wilsoni |
|  |                        |

|  | Tyrannosaurus mcraeensis |
|  |                          |
|  | Tyrannosaurus rex        |
|  |                          |

|  | Zhuchengtyrannus |
|  |                  |
|  | Tarbosaurus      |
|  |                  |

|  | Tyrannosaurus mcraeensis |
|  |                          |
|  | Tyrannosaurus rex        |
|  |                          |

|  | Zhuchengtyrannus |
|  |                  |
|  | Tarbosaurus      |
|  |                  |

|  | Tyrannosaurus mcraeensis |
|  |                          |
|  | Tyrannosaurus rex        |
|  |                          |

|  | Zhuchengtyrannus |
|  |                  |
|  | Tarbosaurus      |
|  |                  |

|  | Tyrannosaurus mcraeensis |
|  |                          |
|  | Tyrannosaurus rex        |
|  |                          |

|  | Zhuchengtyrannus |
|  |                  |
|  | Tarbosaurus      |
|  |                  |

|  | Tyrannosaurus mcraeensis |
|  |                          |
|  | Tyrannosaurus rex        |
|  |                          |

|  | Zhuchengtyrannus |
|  |                  |
|  | Tarbosaurus      |
|  |                  |

|  | Tyrannosaurus mcraeensis |
|  |                          |
|  | Tyrannosaurus rex        |
|  |                          |

|  | Zhuchengtyrannus |
|  |                  |
|  | Tarbosaurus      |
|  |                  |

|  | Tyrannosaurus mcraeensis |
|  |                          |
|  | Tyrannosaurus rex        |
|  |                          |

|  | Zhuchengtyrannus |
|  |                  |
|  | Tarbosaurus      |
|  |                  |

|  | Tyrannosaurus mcraeensis |
|  |                          |
|  | Tyrannosaurus rex        |
|  |                          |

|  | Zhuchengtyrannus |
|  |                  |
|  | Tarbosaurus      |
|  |                  |

|  | Tyrannosaurus mcraeensis |
|  |                          |
|  | Tyrannosaurus rex        |
|  |                          |

|  | Zhuchengtyrannus |
|  |                  |
|  | Tarbosaurus      |
|  |                  |

|  | Tyrannosaurus mcraeensis |
|  |                          |
|  | Tyrannosaurus rex        |
|  |                          |

|  | Zhuchengtyrannus |
|  |                  |
|  | Tarbosaurus      |
|  |                  |

|  | Tyrannosaurus mcraeensis |
|  |                          |
|  | Tyrannosaurus rex        |
|  |                          |

|  | Zhuchengtyrannus |
|  |                  |
|  | Tarbosaurus      |
|  |                  |

|  | Tyrannosaurus mcraeensis |
|  |                          |
|  | Tyrannosaurus rex        |
|  |                          |

|  | Zhuchengtyrannus |
|  |                  |
|  | Tarbosaurus      |
|  |                  |

|  | Tyrannosaurus mcraeensis |
|  |                          |
|  | Tyrannosaurus rex        |
|  |                          |

|  | Zhuchengtyrannus |
|  |                  |
|  | Tarbosaurus      |
|  |                  |

|  | Tyrannosaurus mcraeensis |
|  |                          |
|  | Tyrannosaurus rex        |
|  |                          |

|  | Zhuchengtyrannus |
|  |                  |
|  | Tarbosaurus      |
|  |                  |

|  | Tyrannosaurus mcraeensis |
|  |                          |
|  | Tyrannosaurus rex        |
|  |                          |

|  | Zhuchengtyrannus |
|  |                  |
|  | Tarbosaurus      |
|  |                  |

|  | Tyrannosaurus mcraeensis |
|  |                          |
|  | Tyrannosaurus rex        |
|  |                          |

|  | Zhuchengtyrannus |
|  |                  |
|  | Tarbosaurus      |
|  |                  |

|  | Tyrannosaurus mcraeensis |
|  |                          |
|  | Tyrannosaurus rex        |
|  |                          |

|  | Zhuchengtyrannus |
|  |                  |
|  | Tarbosaurus      |
|  |                  |

|  | Tyrannosaurus mcraeensis |
|  |                          |
|  | Tyrannosaurus rex        |
|  |                          |

|  | Zhuchengtyrannus |
|  |                  |
|  | Tarbosaurus      |
|  |                  |

|  | Tyrannosaurus mcraeensis |
|  |                          |
|  | Tyrannosaurus rex        |
|  |                          |

|  | Zhuchengtyrannus |
|  |                  |
|  | Tarbosaurus      |
|  |                  |

|  | Tyrannosaurus mcraeensis |
|  |                          |
|  | Tyrannosaurus rex        |
|  |                          |

|  | Zhuchengtyrannus |
|  |                  |
|  | Tarbosaurus      |
|  |                  |

|  | Tyrannosaurus mcraeensis |
|  |                          |
|  | Tyrannosaurus rex        |
|  |                          |

|  | Zhuchengtyrannus |
|  |                  |
|  | Tarbosaurus      |
|  |                  |

|  | Tyrannosaurus mcraeensis |
|  |                          |
|  | Tyrannosaurus rex        |
|  |                          |

|  | Zhuchengtyrannus |
|  |                  |
|  | Tarbosaurus      |
|  |                  |

|  | Tyrannosaurus mcraeensis |
|  |                          |
|  | Tyrannosaurus rex        |
|  |                          |

|  | Zhuchengtyrannus |
|  |                  |
|  | Tarbosaurus      |
|  |                  |

|  | Tyrannosaurus mcraeensis |
|  |                          |
|  | Tyrannosaurus rex        |
|  |                          |

|  | Zhuchengtyrannus |
|  |                  |
|  | Tarbosaurus      |
|  |                  |

|  | Tyrannosaurus mcraeensis |
|  |                          |
|  | Tyrannosaurus rex        |
|  |                          |

|  | Zhuchengtyrannus |
|  |                  |
|  | Tarbosaurus      |
|  |                  |

|  | Tyrannosaurus mcraeensis |
|  |                          |
|  | Tyrannosaurus rex        |
|  |                          |

|  | Zhuchengtyrannus |
|  |                  |
|  | Tarbosaurus      |
|  |                  |

|  | Tyrannosaurus mcraeensis |
|  |                          |
|  | Tyrannosaurus rex        |
|  |                          |

|  | Zhuchengtyrannus |
|  |                  |
|  | Tarbosaurus      |
|  |                  |

|  | Tyrannosaurus mcraeensis |
|  |                          |
|  | Tyrannosaurus rex        |
|  |                          |

|  | Zhuchengtyrannus |
|  |                  |
|  | Tarbosaurus      |
|  |                  |

|  | Tyrannosaurus mcraeensis |
|  |                          |
|  | Tyrannosaurus rex        |
|  |                          |

|  | Zhuchengtyrannus |
|  |                  |
|  | Tarbosaurus      |
|  |                  |

|  | Tyrannosaurus mcraeensis |
|  |                          |
|  | Tyrannosaurus rex        |
|  |                          |

|  | Zhuchengtyrannus |
|  |                  |
|  | Tarbosaurus      |
|  |                  |

|  | Tyrannosaurus mcraeensis |
|  |                          |
|  | Tyrannosaurus rex        |
|  |                          |

|  | Zhuchengtyrannus |
|  |                  |
|  | Tarbosaurus      |
|  |                  |

|  | Tyrannosaurus mcraeensis |
|  |                          |
|  | Tyrannosaurus rex        |
|  |                          |

|  | Zhuchengtyrannus |
|  |                  |
|  | Tarbosaurus      |
|  |                  |

|  | Daspletosaurus horneri |
|  |                        |
|  | Thanatotheristes       |
|  |                        |

|  | Daspletosaurus torosus |
|  |                        |
|  | Daspletosaurus wilsoni |
|  |                        |

|  | Daspletosaurus horneri |
|  |                        |
|  | Thanatotheristes       |
|  |                        |

|  | Daspletosaurus torosus |
|  |                        |
|  | Daspletosaurus wilsoni |
|  |                        |

|  | Tyrannosaurus mcraeensis |
|  |                          |
|  | Tyrannosaurus rex        |
|  |                          |

|  | Zhuchengtyrannus |
|  |                  |
|  | Tarbosaurus      |
|  |                  |

|  | Tyrannosaurus mcraeensis |
|  |                          |
|  | Tyrannosaurus rex        |
|  |                          |

|  | Zhuchengtyrannus |
|  |                  |
|  | Tarbosaurus      |
|  |                  |

|  | Tyrannosaurus mcraeensis |
|  |                          |
|  | Tyrannosaurus rex        |
|  |                          |

|  | Zhuchengtyrannus |
|  |                  |
|  | Tarbosaurus      |
|  |                  |

|  | Tyrannosaurus mcraeensis |
|  |                          |
|  | Tyrannosaurus rex        |
|  |                          |

|  | Zhuchengtyrannus |
|  |                  |
|  | Tarbosaurus      |
|  |                  |

|  | Tyrannosaurus mcraeensis |
|  |                          |
|  | Tyrannosaurus rex        |
|  |                          |

|  | Zhuchengtyrannus |
|  |                  |
|  | Tarbosaurus      |
|  |                  |

|  | Tyrannosaurus mcraeensis |
|  |                          |
|  | Tyrannosaurus rex        |
|  |                          |

|  | Zhuchengtyrannus |
|  |                  |
|  | Tarbosaurus      |
|  |                  |

|  | Tyrannosaurus mcraeensis |
|  |                          |
|  | Tyrannosaurus rex        |
|  |                          |

|  | Zhuchengtyrannus |
|  |                  |
|  | Tarbosaurus      |
|  |                  |

|  | Tyrannosaurus mcraeensis |
|  |                          |
|  | Tyrannosaurus rex        |
|  |                          |

|  | Zhuchengtyrannus |
|  |                  |
|  | Tarbosaurus      |
|  |                  |

|  | Tyrannosaurus mcraeensis |
|  |                          |
|  | Tyrannosaurus rex        |
|  |                          |

|  | Zhuchengtyrannus |
|  |                  |
|  | Tarbosaurus      |
|  |                  |

|  | Tyrannosaurus mcraeensis |
|  |                          |
|  | Tyrannosaurus rex        |
|  |                          |

|  | Zhuchengtyrannus |
|  |                  |
|  | Tarbosaurus      |
|  |                  |

|  | Tyrannosaurus mcraeensis |
|  |                          |
|  | Tyrannosaurus rex        |
|  |                          |

|  | Zhuchengtyrannus |
|  |                  |
|  | Tarbosaurus      |
|  |                  |

|  | Tyrannosaurus mcraeensis |
|  |                          |
|  | Tyrannosaurus rex        |
|  |                          |

|  | Zhuchengtyrannus |
|  |                  |
|  | Tarbosaurus      |
|  |                  |

|  | Tyrannosaurus mcraeensis |
|  |                          |
|  | Tyrannosaurus rex        |
|  |                          |

|  | Zhuchengtyrannus |
|  |                  |
|  | Tarbosaurus      |
|  |                  |

|  | Tyrannosaurus mcraeensis |
|  |                          |
|  | Tyrannosaurus rex        |
|  |                          |

|  | Zhuchengtyrannus |
|  |                  |
|  | Tarbosaurus      |
|  |                  |

|  | Tyrannosaurus mcraeensis |
|  |                          |
|  | Tyrannosaurus rex        |
|  |                          |

|  | Zhuchengtyrannus |
|  |                  |
|  | Tarbosaurus      |
|  |                  |

|  | Tyrannosaurus mcraeensis |
|  |                          |
|  | Tyrannosaurus rex        |
|  |                          |

|  | Zhuchengtyrannus |
|  |                  |
|  | Tarbosaurus      |
|  |                  |

|  | Tyrannosaurus mcraeensis |
|  |                          |
|  | Tyrannosaurus rex        |
|  |                          |

|  | Zhuchengtyrannus |
|  |                  |
|  | Tarbosaurus      |
|  |                  |

|  | Tyrannosaurus mcraeensis |
|  |                          |
|  | Tyrannosaurus rex        |
|  |                          |

|  | Zhuchengtyrannus |
|  |                  |
|  | Tarbosaurus      |
|  |                  |

|  | Tyrannosaurus mcraeensis |
|  |                          |
|  | Tyrannosaurus rex        |
|  |                          |

|  | Zhuchengtyrannus |
|  |                  |
|  | Tarbosaurus      |
|  |                  |

|  | Tyrannosaurus mcraeensis |
|  |                          |
|  | Tyrannosaurus rex        |
|  |                          |

|  | Zhuchengtyrannus |
|  |                  |
|  | Tarbosaurus      |
|  |                  |

|  | Tyrannosaurus mcraeensis |
|  |                          |
|  | Tyrannosaurus rex        |
|  |                          |

|  | Zhuchengtyrannus |
|  |                  |
|  | Tarbosaurus      |
|  |                  |

|  | Tyrannosaurus mcraeensis |
|  |                          |
|  | Tyrannosaurus rex        |
|  |                          |

|  | Zhuchengtyrannus |
|  |                  |
|  | Tarbosaurus      |
|  |                  |

|  | Tyrannosaurus mcraeensis |
|  |                          |
|  | Tyrannosaurus rex        |
|  |                          |

|  | Zhuchengtyrannus |
|  |                  |
|  | Tarbosaurus      |
|  |                  |

|  | Tyrannosaurus mcraeensis |
|  |                          |
|  | Tyrannosaurus rex        |
|  |                          |

|  | Zhuchengtyrannus |
|  |                  |
|  | Tarbosaurus      |
|  |                  |

|  | Tyrannosaurus mcraeensis |
|  |                          |
|  | Tyrannosaurus rex        |
|  |                          |

|  | Zhuchengtyrannus |
|  |                  |
|  | Tarbosaurus      |
|  |                  |

|  | Tyrannosaurus mcraeensis |
|  |                          |
|  | Tyrannosaurus rex        |
|  |                          |

|  | Zhuchengtyrannus |
|  |                  |
|  | Tarbosaurus      |
|  |                  |

|  | Tyrannosaurus mcraeensis |
|  |                          |
|  | Tyrannosaurus rex        |
|  |                          |

|  | Zhuchengtyrannus |
|  |                  |
|  | Tarbosaurus      |
|  |                  |

|  | Tyrannosaurus mcraeensis |
|  |                          |
|  | Tyrannosaurus rex        |
|  |                          |

|  | Zhuchengtyrannus |
|  |                  |
|  | Tarbosaurus      |
|  |                  |

|  | Tyrannosaurus mcraeensis |
|  |                          |
|  | Tyrannosaurus rex        |
|  |                          |

|  | Zhuchengtyrannus |
|  |                  |
|  | Tarbosaurus      |
|  |                  |

|  | Tyrannosaurus mcraeensis |
|  |                          |
|  | Tyrannosaurus rex        |
|  |                          |

|  | Zhuchengtyrannus |
|  |                  |
|  | Tarbosaurus      |
|  |                  |

|  | Tyrannosaurus mcraeensis |
|  |                          |
|  | Tyrannosaurus rex        |
|  |                          |

|  | Zhuchengtyrannus |
|  |                  |
|  | Tarbosaurus      |
|  |                  |

|  | Tyrannosaurus mcraeensis |
|  |                          |
|  | Tyrannosaurus rex        |
|  |                          |

|  | Zhuchengtyrannus |
|  |                  |
|  | Tarbosaurus      |
|  |                  |

|  | Albertosaurus sarcophagus |
|  |                           |
|  | Gorgosaurus libratus      |
|  |                           |

|  | Daspletosaurus horneri |
|  |                        |
|  | Thanatotheristes       |
|  |                        |

|  | Daspletosaurus torosus |
|  |                        |
|  | Daspletosaurus wilsoni |
|  |                        |

|  | Daspletosaurus horneri |
|  |                        |
|  | Thanatotheristes       |
|  |                        |

|  | Daspletosaurus torosus |
|  |                        |
|  | Daspletosaurus wilsoni |
|  |                        |

|  | Tyrannosaurus mcraeensis |
|  |                          |
|  | Tyrannosaurus rex        |
|  |                          |

|  | Zhuchengtyrannus |
|  |                  |
|  | Tarbosaurus      |
|  |                  |

|  | Tyrannosaurus mcraeensis |
|  |                          |
|  | Tyrannosaurus rex        |
|  |                          |

|  | Zhuchengtyrannus |
|  |                  |
|  | Tarbosaurus      |
|  |                  |

|  | Tyrannosaurus mcraeensis |
|  |                          |
|  | Tyrannosaurus rex        |
|  |                          |

|  | Zhuchengtyrannus |
|  |                  |
|  | Tarbosaurus      |
|  |                  |

|  | Tyrannosaurus mcraeensis |
|  |                          |
|  | Tyrannosaurus rex        |
|  |                          |

|  | Zhuchengtyrannus |
|  |                  |
|  | Tarbosaurus      |
|  |                  |

|  | Tyrannosaurus mcraeensis |
|  |                          |
|  | Tyrannosaurus rex        |
|  |                          |

|  | Zhuchengtyrannus |
|  |                  |
|  | Tarbosaurus      |
|  |                  |

|  | Tyrannosaurus mcraeensis |
|  |                          |
|  | Tyrannosaurus rex        |
|  |                          |

|  | Zhuchengtyrannus |
|  |                  |
|  | Tarbosaurus      |
|  |                  |

|  | Tyrannosaurus mcraeensis |
|  |                          |
|  | Tyrannosaurus rex        |
|  |                          |

|  | Zhuchengtyrannus |
|  |                  |
|  | Tarbosaurus      |
|  |                  |

|  | Tyrannosaurus mcraeensis |
|  |                          |
|  | Tyrannosaurus rex        |
|  |                          |

|  | Zhuchengtyrannus |
|  |                  |
|  | Tarbosaurus      |
|  |                  |

|  | Tyrannosaurus mcraeensis |
|  |                          |
|  | Tyrannosaurus rex        |
|  |                          |

|  | Zhuchengtyrannus |
|  |                  |
|  | Tarbosaurus      |
|  |                  |

|  | Tyrannosaurus mcraeensis |
|  |                          |
|  | Tyrannosaurus rex        |
|  |                          |

|  | Zhuchengtyrannus |
|  |                  |
|  | Tarbosaurus      |
|  |                  |

|  | Tyrannosaurus mcraeensis |
|  |                          |
|  | Tyrannosaurus rex        |
|  |                          |

|  | Zhuchengtyrannus |
|  |                  |
|  | Tarbosaurus      |
|  |                  |

|  | Tyrannosaurus mcraeensis |
|  |                          |
|  | Tyrannosaurus rex        |
|  |                          |

|  | Zhuchengtyrannus |
|  |                  |
|  | Tarbosaurus      |
|  |                  |

|  | Tyrannosaurus mcraeensis |
|  |                          |
|  | Tyrannosaurus rex        |
|  |                          |

|  | Zhuchengtyrannus |
|  |                  |
|  | Tarbosaurus      |
|  |                  |

|  | Tyrannosaurus mcraeensis |
|  |                          |
|  | Tyrannosaurus rex        |
|  |                          |

|  | Zhuchengtyrannus |
|  |                  |
|  | Tarbosaurus      |
|  |                  |

|  | Tyrannosaurus mcraeensis |
|  |                          |
|  | Tyrannosaurus rex        |
|  |                          |

|  | Zhuchengtyrannus |
|  |                  |
|  | Tarbosaurus      |
|  |                  |

|  | Tyrannosaurus mcraeensis |
|  |                          |
|  | Tyrannosaurus rex        |
|  |                          |

|  | Zhuchengtyrannus |
|  |                  |
|  | Tarbosaurus      |
|  |                  |

|  | Tyrannosaurus mcraeensis |
|  |                          |
|  | Tyrannosaurus rex        |
|  |                          |

|  | Zhuchengtyrannus |
|  |                  |
|  | Tarbosaurus      |
|  |                  |

|  | Tyrannosaurus mcraeensis |
|  |                          |
|  | Tyrannosaurus rex        |
|  |                          |

|  | Zhuchengtyrannus |
|  |                  |
|  | Tarbosaurus      |
|  |                  |

|  | Tyrannosaurus mcraeensis |
|  |                          |
|  | Tyrannosaurus rex        |
|  |                          |

|  | Zhuchengtyrannus |
|  |                  |
|  | Tarbosaurus      |
|  |                  |

|  | Tyrannosaurus mcraeensis |
|  |                          |
|  | Tyrannosaurus rex        |
|  |                          |

|  | Zhuchengtyrannus |
|  |                  |
|  | Tarbosaurus      |
|  |                  |

|  | Tyrannosaurus mcraeensis |
|  |                          |
|  | Tyrannosaurus rex        |
|  |                          |

|  | Zhuchengtyrannus |
|  |                  |
|  | Tarbosaurus      |
|  |                  |

|  | Tyrannosaurus mcraeensis |
|  |                          |
|  | Tyrannosaurus rex        |
|  |                          |

|  | Zhuchengtyrannus |
|  |                  |
|  | Tarbosaurus      |
|  |                  |

|  | Tyrannosaurus mcraeensis |
|  |                          |
|  | Tyrannosaurus rex        |
|  |                          |

|  | Zhuchengtyrannus |
|  |                  |
|  | Tarbosaurus      |
|  |                  |

|  | Tyrannosaurus mcraeensis |
|  |                          |
|  | Tyrannosaurus rex        |
|  |                          |

|  | Zhuchengtyrannus |
|  |                  |
|  | Tarbosaurus      |
|  |                  |

|  | Tyrannosaurus mcraeensis |
|  |                          |
|  | Tyrannosaurus rex        |
|  |                          |

|  | Zhuchengtyrannus |
|  |                  |
|  | Tarbosaurus      |
|  |                  |

|  | Tyrannosaurus mcraeensis |
|  |                          |
|  | Tyrannosaurus rex        |
|  |                          |

|  | Zhuchengtyrannus |
|  |                  |
|  | Tarbosaurus      |
|  |                  |

|  | Tyrannosaurus mcraeensis |
|  |                          |
|  | Tyrannosaurus rex        |
|  |                          |

|  | Zhuchengtyrannus |
|  |                  |
|  | Tarbosaurus      |
|  |                  |

|  | Tyrannosaurus mcraeensis |
|  |                          |
|  | Tyrannosaurus rex        |
|  |                          |

|  | Zhuchengtyrannus |
|  |                  |
|  | Tarbosaurus      |
|  |                  |

|  | Tyrannosaurus mcraeensis |
|  |                          |
|  | Tyrannosaurus rex        |
|  |                          |

|  | Zhuchengtyrannus |
|  |                  |
|  | Tarbosaurus      |
|  |                  |

|  | Tyrannosaurus mcraeensis |
|  |                          |
|  | Tyrannosaurus rex        |
|  |                          |

|  | Zhuchengtyrannus |
|  |                  |
|  | Tarbosaurus      |
|  |                  |

|  | Tyrannosaurus mcraeensis |
|  |                          |
|  | Tyrannosaurus rex        |
|  |                          |

|  | Zhuchengtyrannus |
|  |                  |
|  | Tarbosaurus      |
|  |                  |

|  | Tyrannosaurus mcraeensis |
|  |                          |
|  | Tyrannosaurus rex        |
|  |                          |

|  | Zhuchengtyrannus |
|  |                  |
|  | Tarbosaurus      |
|  |                  |

|  | Daspletosaurus horneri |
|  |                        |
|  | Thanatotheristes       |
|  |                        |

|  | Daspletosaurus torosus |
|  |                        |
|  | Daspletosaurus wilsoni |
|  |                        |

|  | Daspletosaurus horneri |
|  |                        |
|  | Thanatotheristes       |
|  |                        |

|  | Daspletosaurus torosus |
|  |                        |
|  | Daspletosaurus wilsoni |
|  |                        |

|  | Tyrannosaurus mcraeensis |
|  |                          |
|  | Tyrannosaurus rex        |
|  |                          |

|  | Zhuchengtyrannus |
|  |                  |
|  | Tarbosaurus      |
|  |                  |

|  | Tyrannosaurus mcraeensis |
|  |                          |
|  | Tyrannosaurus rex        |
|  |                          |

|  | Zhuchengtyrannus |
|  |                  |
|  | Tarbosaurus      |
|  |                  |

|  | Tyrannosaurus mcraeensis |
|  |                          |
|  | Tyrannosaurus rex        |
|  |                          |

|  | Zhuchengtyrannus |
|  |                  |
|  | Tarbosaurus      |
|  |                  |

|  | Tyrannosaurus mcraeensis |
|  |                          |
|  | Tyrannosaurus rex        |
|  |                          |

|  | Zhuchengtyrannus |
|  |                  |
|  | Tarbosaurus      |
|  |                  |

|  | Tyrannosaurus mcraeensis |
|  |                          |
|  | Tyrannosaurus rex        |
|  |                          |

|  | Zhuchengtyrannus |
|  |                  |
|  | Tarbosaurus      |
|  |                  |

|  | Tyrannosaurus mcraeensis |
|  |                          |
|  | Tyrannosaurus rex        |
|  |                          |

|  | Zhuchengtyrannus |
|  |                  |
|  | Tarbosaurus      |
|  |                  |

|  | Tyrannosaurus mcraeensis |
|  |                          |
|  | Tyrannosaurus rex        |
|  |                          |

|  | Zhuchengtyrannus |
|  |                  |
|  | Tarbosaurus      |
|  |                  |

|  | Tyrannosaurus mcraeensis |
|  |                          |
|  | Tyrannosaurus rex        |
|  |                          |

|  | Zhuchengtyrannus |
|  |                  |
|  | Tarbosaurus      |
|  |                  |

|  | Tyrannosaurus mcraeensis |
|  |                          |
|  | Tyrannosaurus rex        |
|  |                          |

|  | Zhuchengtyrannus |
|  |                  |
|  | Tarbosaurus      |
|  |                  |

|  | Tyrannosaurus mcraeensis |
|  |                          |
|  | Tyrannosaurus rex        |
|  |                          |

|  | Zhuchengtyrannus |
|  |                  |
|  | Tarbosaurus      |
|  |                  |

|  | Tyrannosaurus mcraeensis |
|  |                          |
|  | Tyrannosaurus rex        |
|  |                          |

|  | Zhuchengtyrannus |
|  |                  |
|  | Tarbosaurus      |
|  |                  |

|  | Tyrannosaurus mcraeensis |
|  |                          |
|  | Tyrannosaurus rex        |
|  |                          |

|  | Zhuchengtyrannus |
|  |                  |
|  | Tarbosaurus      |
|  |                  |

|  | Tyrannosaurus mcraeensis |
|  |                          |
|  | Tyrannosaurus rex        |
|  |                          |

|  | Zhuchengtyrannus |
|  |                  |
|  | Tarbosaurus      |
|  |                  |

|  | Tyrannosaurus mcraeensis |
|  |                          |
|  | Tyrannosaurus rex        |
|  |                          |

|  | Zhuchengtyrannus |
|  |                  |
|  | Tarbosaurus      |
|  |                  |

|  | Tyrannosaurus mcraeensis |
|  |                          |
|  | Tyrannosaurus rex        |
|  |                          |

|  | Zhuchengtyrannus |
|  |                  |
|  | Tarbosaurus      |
|  |                  |

|  | Tyrannosaurus mcraeensis |
|  |                          |
|  | Tyrannosaurus rex        |
|  |                          |

|  | Zhuchengtyrannus |
|  |                  |
|  | Tarbosaurus      |
|  |                  |

|  | Tyrannosaurus mcraeensis |
|  |                          |
|  | Tyrannosaurus rex        |
|  |                          |

|  | Zhuchengtyrannus |
|  |                  |
|  | Tarbosaurus      |
|  |                  |

|  | Tyrannosaurus mcraeensis |
|  |                          |
|  | Tyrannosaurus rex        |
|  |                          |

|  | Zhuchengtyrannus |
|  |                  |
|  | Tarbosaurus      |
|  |                  |

|  | Tyrannosaurus mcraeensis |
|  |                          |
|  | Tyrannosaurus rex        |
|  |                          |

|  | Zhuchengtyrannus |
|  |                  |
|  | Tarbosaurus      |
|  |                  |

|  | Tyrannosaurus mcraeensis |
|  |                          |
|  | Tyrannosaurus rex        |
|  |                          |

|  | Zhuchengtyrannus |
|  |                  |
|  | Tarbosaurus      |
|  |                  |

|  | Tyrannosaurus mcraeensis |
|  |                          |
|  | Tyrannosaurus rex        |
|  |                          |

|  | Zhuchengtyrannus |
|  |                  |
|  | Tarbosaurus      |
|  |                  |

|  | Tyrannosaurus mcraeensis |
|  |                          |
|  | Tyrannosaurus rex        |
|  |                          |

|  | Zhuchengtyrannus |
|  |                  |
|  | Tarbosaurus      |
|  |                  |

|  | Tyrannosaurus mcraeensis |
|  |                          |
|  | Tyrannosaurus rex        |
|  |                          |

|  | Zhuchengtyrannus |
|  |                  |
|  | Tarbosaurus      |
|  |                  |

|  | Tyrannosaurus mcraeensis |
|  |                          |
|  | Tyrannosaurus rex        |
|  |                          |

|  | Zhuchengtyrannus |
|  |                  |
|  | Tarbosaurus      |
|  |                  |

|  | Tyrannosaurus mcraeensis |
|  |                          |
|  | Tyrannosaurus rex        |
|  |                          |

|  | Zhuchengtyrannus |
|  |                  |
|  | Tarbosaurus      |
|  |                  |

|  | Tyrannosaurus mcraeensis |
|  |                          |
|  | Tyrannosaurus rex        |
|  |                          |

|  | Zhuchengtyrannus |
|  |                  |
|  | Tarbosaurus      |
|  |                  |

|  | Tyrannosaurus mcraeensis |
|  |                          |
|  | Tyrannosaurus rex        |
|  |                          |

|  | Zhuchengtyrannus |
|  |                  |
|  | Tarbosaurus      |
|  |                  |

|  | Tyrannosaurus mcraeensis |
|  |                          |
|  | Tyrannosaurus rex        |
|  |                          |

|  | Zhuchengtyrannus |
|  |                  |
|  | Tarbosaurus      |
|  |                  |

|  | Tyrannosaurus mcraeensis |
|  |                          |
|  | Tyrannosaurus rex        |
|  |                          |

|  | Zhuchengtyrannus |
|  |                  |
|  | Tarbosaurus      |
|  |                  |

|  | Tyrannosaurus mcraeensis |
|  |                          |
|  | Tyrannosaurus rex        |
|  |                          |

|  | Zhuchengtyrannus |
|  |                  |
|  | Tarbosaurus      |
|  |                  |

|  | Tyrannosaurus mcraeensis |
|  |                          |
|  | Tyrannosaurus rex        |
|  |                          |

|  | Zhuchengtyrannus |
|  |                  |
|  | Tarbosaurus      |
|  |                  |

|  | Tyrannosaurus mcraeensis |
|  |                          |
|  | Tyrannosaurus rex        |
|  |                          |

|  | Zhuchengtyrannus |
|  |                  |
|  | Tarbosaurus      |
|  |                  |

## Paleoecología

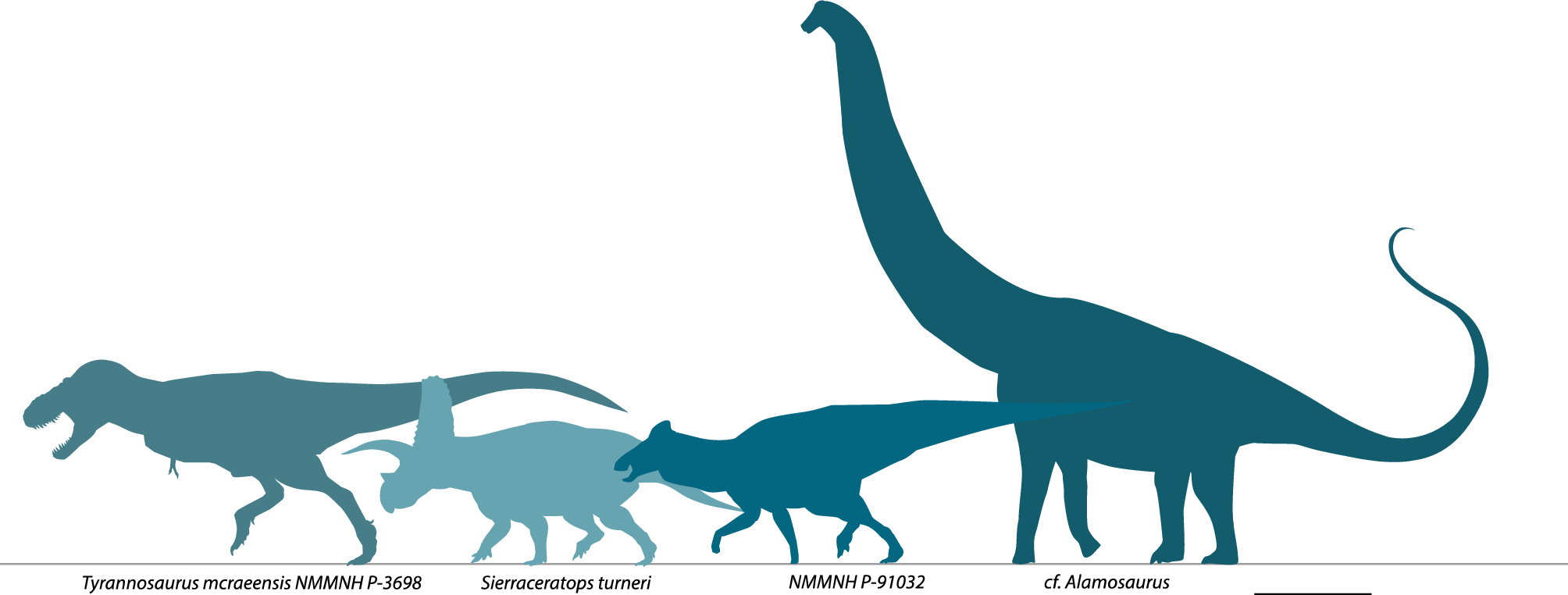
Dinosaurios de la formación Lake Hall.

T. mcraeensis pertenecía a una comunidad endémica de dinosaurios del sur de Laramidia. La fauna del lago Hall incluía a T. mcraeensis, el casmosaurino gigante Sierraceratops, el saltasáurido cf. Alamosaurus y un hadrosáurido gigante. Esta fauna no muestra superposición con faunas contemporáneas del Campaniano tardío al Maastrichtiano temprano de Canadá. Esta fauna del norte incluía al tiranosáurido albertosaurino Albertosaurus, el centrosaurino Pachyrhinosaurus, el lambeosaurino Hypacrosaurus, los hadrosáuridos Edmontosaurus y Saurolophus y el casmosaurino Anchiceratops, estando los saurópodos ausentes. El descubrimiento de T. mcraeensis, por lo tanto, corrobora la hipótesis de que las faunas laramidianas se caracterizaban por una alta endemicidad y que el suroeste albergaba distintas especies y clados de dinosaurios.